# Raiyah bint al-Husayn
Raiyah bint al-Husayn (in arabo راية بنت الحسين‎?; Amman, 9 febbraio 1986) è una principessa giordana.

## Biografia

### Istruzione
La principessa Raiyah è nata nel 1986 ad Amman, figlia ultimogenita del re Husayn e di Lisa Najeeb Halaby.
Ha studiato all'American Community School di Amman, alla Maret School di Washington e presso l'Atlantic College di Llantwit Major. Nel 2009 ha conseguito un bachelor of Arts in studi giapponesi all'Università di Edimburgo. In seguito lavorò per tre anni a Tokyo nel campo dello sviluppo umano.
Ha frequentato la Ritsumeikan University di Kyoto e l'Università Columbia di New York, dove ottenne un master of Arts in letteratura giapponese nel 2013. Ha concluso gli studi con un dottorato di ricerca in studi letterari e culturali giapponesi all'Università della California a Los Angeles, concentrandosi sul rapporto tra la figura simbolica del guerriero e la formazione dell'identità nazionale.

### Attività e matrimonio
Nel luglio del 2007 si recò in viaggio ufficiale in Giappone; vi tornò nel dicembre 2008, mese in cui andò anche in Corea del Sud con il fratellastro Abd Allah II, come membro di una delegazione con lo scopo di rafforzare i rapporti bilaterali commerciali, culturali e diplomatici.
Il 26 ottobre 2019 si fidanzò con il giornalista inglese Ned Donovan (Westminster, 9 gennaio 1994), nipote abiatico di Roald Dahl. Le nozze, programmate per il mese di aprile, vennero rimandate a causa del COVID-19.
Il 7 luglio 2020 si sono sposati presso il Buckhurst Park di Winkfield. Prima del matrimonio Donovan si convertì all'islam, cambiando nome in Faris Ned.

## Patrocini
- Performing Arts Centre of Jordan.[1]

## Titoli e trattamento
- 9 febbraio 1986 - attuale: Sua Altezza Reale, la principessa Raiyah di Giordania

## Ascendenza
|                       |                     |                          | Genitori                 |  |  | Nonni |  |  | Bisnonni                 |  |  | Trisnonni         |  |
|                       |                     |                          |                          |  |  |       |  |  | Abd Allah I di Giordania |  |  | al-Husayn ibn Ali |  |
|                       |                     |                          |                          |  |  |       |  |  | Abd Allah I di Giordania |  |  | al-Husayn ibn Ali |  |
|                       |                     | Abdiyya bint Abdullah    |                          |  |  |       |  |  | Abd Allah I di Giordania |  |  |                   |  |
| Talal di Giordania    |                     |                          |                          |  |  |       |  |  | Abd Allah I di Giordania |  |  |                   |  |
|                       |                     | Musbah bint Nasser       | Nasser Pasha *           |  |  |       |  |  |                          |  |  |                   |  |
|                       |                     | Musbah bint Nasser       | Nasser Pasha *           |  |  |       |  |  |                          |  |  |                   |  |
|                       |                     | Musbah bint Nasser       | Dilber Khanum *          |  |  |       |  |  |                          |  |  |                   |  |
| Husayn di Giordania   |                     | Musbah bint Nasser       |                          |  |  |       |  |  |                          |  |  |                   |  |
|                       |                     | Jamil bin Nasser Al Awn  | Nasser Pasha             |  |  |       |  |  |                          |  |  |                   |  |
|                       |                     | Jamil bin Nasser Al Awn  | Nasser Pasha             |  |  |       |  |  |                          |  |  |                   |  |
|                       |                     | Jamil bin Nasser Al Awn  | Dilber Khanum            |  |  |       |  |  |                          |  |  |                   |  |
| Zein al-Sharaf Talal  |                     | Jamil bin Nasser Al Awn  |                          |  |  |       |  |  |                          |  |  |                   |  |
|                       |                     | Wijdan Shakir Pasha      | Shakir Pasha             |  |  |       |  |  |                          |  |  |                   |  |
|                       |                     | Wijdan Shakir Pasha      | Shakir Pasha             |  |  |       |  |  |                          |  |  |                   |  |
|                       |                     | Wijdan Shakir Pasha      | ...                      |  |  |       |  |  |                          |  |  |                   |  |
| Raiyah bint al-Husayn |                     | Wijdan Shakir Pasha      |                          |  |  |       |  |  |                          |  |  |                   |  |
|                       | Najeeb Elias Halaby | Salim Halaby             |                          |  |  |       |  |  |                          |  |  |                   |  |
|                       | Najeeb Elias Halaby | Salim Halaby             |                          |  |  |       |  |  |                          |  |  |                   |  |
|                       | Najeeb Elias Halaby | Almas                    |                          |  |  |       |  |  |                          |  |  |                   |  |
| Najeeb Halaby         | Najeeb Elias Halaby |                          |                          |  |  |       |  |  |                          |  |  |                   |  |
|                       |                     | Laura Wilkins            | John Thomas Wilkins      |  |  |       |  |  |                          |  |  |                   |  |
|                       |                     | Laura Wilkins            | John Thomas Wilkins      |  |  |       |  |  |                          |  |  |                   |  |
|                       |                     | Laura Wilkins            | Mamie                    |  |  |       |  |  |                          |  |  |                   |  |
| Lisa Najeeb Halaby    |                     | Laura Wilkins            |                          |  |  |       |  |  |                          |  |  |                   |  |
|                       |                     | Franklin Elvin Carlquist | Karl Johan Carlquist     |  |  |       |  |  |                          |  |  |                   |  |
|                       |                     | Franklin Elvin Carlquist | Karl Johan Carlquist     |  |  |       |  |  |                          |  |  |                   |  |
|                       |                     | Franklin Elvin Carlquist | Kristina Sofia Ljunggren |  |  |       |  |  |                          |  |  |                   |  |
| Doris Carlquist       |                     | Franklin Elvin Carlquist |                          |  |  |       |  |  |                          |  |  |                   |  |
|                       |                     | Mae Ethel Ackroyd        | Eli Ackroyd              |  |  |       |  |  |                          |  |  |                   |  |
|                       |                     | Mae Ethel Ackroyd        | Eli Ackroyd              |  |  |       |  |  |                          |  |  |                   |  |
|                       |                     | Mae Ethel Ackroyd        | Janet Peddie             |  |  |       |  |  |                          |  |  |                   |  |
|                       |                     | Mae Ethel Ackroyd        |                          |  |  |       |  |  |                          |  |  |                   |  |